# Parafia Przemienienia Pańskiego w Bielicy
Parafia pw. Przemienienia Pańskiego w Bielicy – parafia greckokatolicka w Bielicy, należąca do eparchii wrocławsko-koszalińskiej i znajduje się na terenie dekanatu słupskiego.

## Historia parafii
Parafia greckokatolicka pw. Przemienienia Pańskiego funkcjonuje od 2004 r.

## Świątynia parafialna
Cerkiew greckokatolicka (poświęcona 23.08.2014) znajduje się w Bielicy, pod adresem Bielica 4D.

## Duszpasterstwo
Proboszczowie.:
- ks. Włodzimierz Kucaj (2004-2007),
- ks. Lesław Łesyk (2007-2008),
- ks. Jarosław Roman (2008-2016),
- ks. Piotr Baran (2001-2016),
- ks. Mariusz Dmyterko od 2016